# Московское художественно-промышленное училище имени М. И. Калинина
Московское художественно-промышленное училище имени М. И. Калинина (МХПУ) — бывшее среднее специальное учебное заведение в Москве, готовившее мастеров декоративно-прикладного искусства. Основано в 1920 году. В 2012 году вошло в структуру РГХПУ им С. Г. Строганова как Колледж дизайна и декоративного искусства.

## История
В 1920 году постановлением правительства был основан Московский техникум кустарной промышленности — «для обслуживания нужд кустарной промышленности со сроком обучения три года…». Согласно положению техникума, у него были следующие цели: «1. научно разрабатывать технические, художественные и экономические вопросы в области кустарной промышленности и 2. давая всю полноту ремесленного кустарно-кооперативного знания, подготовлять инструкторов и ответственных руководителей по соответствующим отраслям кустарной промышленности». Техникум соответствовал уровню инструкторской школы, то есть выпускал мастеров узкой квалификации определённого вида технологических знаний. Первым заведующим техникума стал химик И. П. Лосев, в будущем получивший известность как один из создателей первых советских пластмасс. Занятия в техникуме начались 5 ноября 1920 года.
Это был техникум с пятью отделениями: художественно-декоративным, художественных вышивок, резьбы по дереву (деревообделочным), женских рукоделий и художественной игрушки. Изначально существовали также металлическое, минеральное и кожевенное отделения, которые вскоре были закрыты. В 1920—1921 учебном году в техникуме обучалось 110 студентов: на металлическом отделении — 17, на кожевенном — 17, на деревообделочном — 18, женских рукоделий — 11, на минеральном — 15. на отделении игрушки — 32.
Первые годы техникум не имел собственного здания. Для занятий он временно использовал помещения Союза производительных артелей Главного управления кустарной промышленности, расположенные в разных зданиях.
В 1922 году в структуре управления техникума произошли изменения: Главкустпромом была назначена Административная тройка, в которую вошли заведующий техническим отделом Главкустпрома профессор Д.Д. Арцибашев, представитель Всекопромсоюза Д. Н. Бирюков и руководитель техникума И. П. Лосев. Это было сделано целью более эффективного решения задач промысловой кооперации. Были внесены изменения в учебную программу: сократилось количество часов по теоретическим предметам за счёт увеличения числа практических занятий. Художественное направление было усилено.
К началу 1923 года в штате техникума было менее 10 специалистов высшего разряда. К апрелю 1923 года техникум имел четыре отделения: 1) художественное, 2) женских рукоделий, 3) художественной игрушки и научных пособий, 4) химическую лабораторию. В середине 1923 года Административная тройка была упразднена, и единоличным руководителем техникума стал И. П. Лосев. Текущие дела техникума решал совет из заведующих мастерскими.
Мастерские техникума, помимо учебных задач, занимались выполнением коммерческих заказов. Самой прибыльной была деревообделочная мастерская, производившая мебель. Вдвое меньший доход приносила мастерская женских рукоделий, где шились наволочки, платья, пальто и тому подобное. В ткацкой мастерской изготавливались узорчатые ткани с рисунками. Набивная мастерская занималась окраской и набивкой тканей. Мастерская по производству игрушек изготавливала «различных кукол и зверей из мягкой ткани, резных из дерева фигур людей и животных, ёлочных картонажей, городков и домиков, а также птиц и зверей из папье-маше». Отдельная мастерская занималась изготовлением из папье-маше коробок, ларцов, пудрениц, колец для салфеток и тому подобного. Металлическая мастерская изготавливала ларцы, брошки, пудреницы, портсигары, гребешки, рамы и тому подобное.
Вскоре после открытия техникума, там начал работать Н. В. Глоба, до революции более 20 лет возглавлявший Строгановское училище. В списке 1922 года он значился деканом Художественного отделения. Вскоре после упразднения Административной тройки Совет техникума единогласно избрал Н. В. Глобу председателем Совета. Согласно новому уставу, в техникуме «для проработки программ преподавания» были образованы две комиссии: по общеобразовательным и по художественным предметам. И. П. Лосев стал председателем комиссии по общеобразовательным предметам, а Н. В. Глоба — по художественным.
В конце 1920-х годов по ходатайству И. П. Лосева начались работы по надстройке двумя этажами левого крыла здания техникума. Поскольку техникум не имел общежития для приезжих, в сентябре 1929 года ему для этих целей был передан храм Девяти мучеников Кизических в Большом Девятинском переулке.
В 1929 году техникум был переименован в Московский техникум кооперативной и мелкой промышленности. 12 ноября 1931 года он был реорганизован в Московский промышленно-художественный техникум. В том же году техникум получил имя М. И. Калинина. На базе текстильного отделения было образовано несколько специализаций: ткацкая, трикотажная и другие.
В 1938 году техникум был переименован в Московское художественно-промышленное училище имени М. И. Калинина, а срок обучения увеличился до пяти лет.
Училище готовило специалистов по декоративной живописи, скульптуре (резьба по камню, кости и дереву), ковроткачеству, вышивке и кружевоплетению. При училище действовали мастерские: скульптурная, живописная, резьбы по дереву, камню, кости, вышивальная, кружевная, ткацкая, ковровая и другие. Учащиеся проходили практику в артелях промысловой кооперации, а после окончания училища направлялись на работу в артели в качестве художников-руководителей. Училище регулярно принимало участие в выставках, как в СССР, так и за границей. На всемирных выставках 1925 и 1937 годов в Париже училище получило три большие золотые медали. На выставках в Милане и Нью-Йорке воспитанники училища удостаивались почётных дипломов. Училище периодически проводило выставки дипломных работ студентов-выпускников. В 1947 году при училище было открыто педагогическое отделение, готовившее высококвалифицированных художников для педагогической работы в специальных учебных заведениях. В период с 1920 по 1977 год училище окончили более 5 тысяч человек. В 1977/1978 учебном году в нём было 420 учащихся и 40 основных сотрудников.
До Великой Отечественной войны училище размещалось по адресу Большой Девятинский переулок, 15. В 1950-х годах переехало в здание по адресу Стрелецкая улица, 2 (архитектор В. В. Гейнэ, выявленный объект культурного наследия).